# Ponana cephalata
Ponana cephalata är en insektsart som beskrevs av Delong 1977. Ponana cephalata ingår i släktet Ponana och familjen dvärgstritar. Inga underarter finns listade i Catalogue of Life.